# Sepang
Huyện Sepang là một huyện thuộc bang Selangor của Malaysia. Huyện Sepang có dân số thời điểm năm 2010 ước tính khoảng 212050 người.